# 浙江兴业银行大楼
浙江兴业银行大楼，简称浙兴大楼，是浙江兴业银行于上海自建的大楼，位于黄浦区北京东路230号。上海市第四批优秀历史建筑，黄浦区登记不可移动文物。

## 历史
1908年，浙江兴业银行上海分行在英租界大马路（今南京东路）开业。1915年又将总行迁至上海，原杭州的总行改为分行。后购进英租界北京路14号地块自建大楼，1918年2月15日将总行迁入。1935年将旧楼拆除，在原址建设新楼，即今北京东路230号的浙兴大楼。于1936年8月正式启用。
1952年浙兴银行并入公私合营银行，实际上已结束了它的历史。后于1958年由上海市房地产部门接管，只有今北京东路230号的原银行营业大厅作为上海铁路局北京东路售票处使用外，其他楼层均为上海市建筑工程局及其下属机构使用。

## 建筑
该大楼由中国的华盖建筑事务所设计，申泰兴建营造厂承建。五层（后加建一层）钢筋混凝土结构，具有装饰艺术派风格的现代主义建筑。外立面处理简洁，主入口设计在北京路与江西路转角，在北京路另设计有大门。